# Duel Masters
Duel Masters (яп. デュエル・マスターズ Дюэру масута:дзу, «Мастера Дуэли») — японская медиафраншиза, основанная на манге японского автора Сигэнобу Мацумото и включающая в себя аниме, коллекционные карточки и видеоигры.

## Коллекционные карточные игры
Первые коллекционные карточные игры к манге Duel Masters были выпущены в Японии фирмой Takara Tomy. На английском языке карточки выпускались фирмой Wizards of the Coast, которая купила права на использование названия «Duel Masters» у Reality Simulations, Inc., выпускавшую в то время игру PBEM под названием Duelmasters и известную теперь как Duel2. На английском языке с 4 мая 2005 года по ноябрь 2006 года вышло 12 наборов карточек, на японском же языке карточки выпускаются до сих пор.
Выпуск карточек на английском языке был прекращён в 2006 году несмотря на не угасающий интерес поклонников. Выпуск карточек к игре продолжается только в Японии, хотя интернет-сообщества с переменным успехом пытаются добиться выпуска карточек на английском языке.

## Манга
Duel Masters была написана японским автором Сигэнобу Мацумото и впервые опубликована в 1999 году издательством «Сёгаккан» в ежемесячном журнале CoroCoro Comic. Первая часть манги Duel Masters из 17 томов печаталась с 1999 по 2005 год. Вторая часть манги из 12 томов выходила с 2005 по 2008 год, а третья, заключительная, часть манги из 9 томов печаталась с 2008 по 2011 год.

## Аниме
Первый сезон японской версии аниме-сериала Duel Masters основан на оригинальном сюжете манги и был представлен в 2002 году и транслировался до 2004 года. История сериала сосредоточена вокруг войны цивилизаций огня, воды, света, тьмы и природы. Второй сезон вышел под названием «Duel Masters Charge» и транслировался с 2004 по 2006 год. После третьего сезона аниме под названием Shinseiki Duel Masters Flash вышли также Zero Duel Masters (2006—2007), Duel Masters Zero отдельно от Zero Duel Masters и первый сезон с компьютерной анимацией (2007—2008), Duel Masters Cross — первый сезон в высоком разрешении (2008—2010), Duel Masters Cross Shock (2010—2011), Duel Masters Victory (2011—2012) и Duel Masters Victory V (с 2012).
Английская версия аниме выпускалась фирмой Plastic Cow Productions. Три эпизода первого сезона вышли в эфир на канале Cartoon Network 27 февраля 2004 года, а официальная премьера сезона состоялась 13 апреля 2004 года. Второй сезон англоязычного аниме отличался по сюжету от японского и выходил под названием Duel Masters 2.0. В эфир вышла только первая часть третьего сезона и производство было остановлено.

## Видео игры
В Японии фирмой Takara были выпущены следующие игры:
- Duel Masters: Invincible Advance для Game Boy Advance
- Duel Masters 2 для Game Boy Advance
- Duel Masters 3 для Game Boy Advance
- Duel Masters: Nettou! Battle Arena для Nintendo GameCube
- Duel Masters: Birth of Super Dragon для PlayStation 2

На английском языке фирмой Atari были выпущены следующие игры:
- Duel Masters: Sempai Legends для Game Boy Advance
- Duel Masters: Kaijudo Showdown для Game Boy Advance
- Duel Masters: Shadow Code для Game Boy Advance
- Duel Masters: (Cobalt) для PlayStation 2

## Персонажи
Сёбу Кирифуда (яп. 切札 勝舞 Кирифуда Сё:бу) — главный герой, ученик рыцаря. Стремится стать великим воином, как и его отец, Сёри Кирифуда. Сёбу сохраняет оптимизм в течение всего сериала и участвует в дуэлях ради удовольствия, а не победы. В первом сезоне Сёбу хочет победить чемпиона храма Хакуо, который слишком увлёкся властью. Для победы Сёбу должен одолеть подчинённых Хакуо и научиться сражаться. В поединке с Хакуо ему приходится принять непростое решение — принять помощь друзей, которые потрёпаны в борьбе или отказаться от помощи и стать таким же бесчувственным, как Хакуо. Сёбу храбр, силён и имеет мужество не сдаваться.
Сэйю: Юмико Кобаяси
Хакуо (яп. 白凰 Хакуо:) —, букв. «Белый Феникс») — соперник Сёбу, родом из известной семьи дуэлянтов. Его специализация — цивилизация света. В детстве он был похож характером на Сёбу, но после того, как в одной из дуэлей была тяжело ранена его мать, заслонив сына собой, стал злодеем и главным соперником Сёбу. Дуэли больше не доставляют удовольствия Хакуо и он полагает, что значение имеют только качества человека, а не опыт. Хакуо становится чемпионом и лидером белых воинов. Он проигрывает Сёбу дуэль, но Сёбу тем самым показывает Хакуо истинную цель поединков и они начинают дружить.
Сэйю: Дзюнко Минагава
Кёсиро Кокудзё (яп. 黒城 凶死郎 Кокудзё: Кё:сиро:) — самопровозглашенный «злой гений», один главных противников Сёбу. Другие воины высмеивают стиль одежды Кёсиро и его длинные волосы. Он использует цивилизацию тьмы, но позже и цивилизацию воды. Своё прозвище «Черная смерть» он получил за хорошую тактику и мастерское использование цивилизации тьмы. Кёсиро утверждает, что стал злым, потому что другие сомневались в нём и его мастерстве. Во втором сезоне он помогает Сёбу победить P.L.O.O.P.
Сэйю: Дайсукэ Кисио

### Семья Сёбу
Сёри Кирифуда (яп. 切札 勝利 Кирифуда Сё:ри) — отец Сёбу и всемирно известный дуэлянт. Сёри уехал из дома, чтобы продолжить своё обучение, но скучает по семье. Он появился эпизодически во втором сезоне, но после поражения P.L.O.O.P. исчезает.
Сэйю: Кацуюки Кониси
Май Кирифуда (яп. 切札 舞 Кирифуда Май) — мать Сёбу и жена Сёри Кирифуды. Иногда она помогает Сёбу, сражаясь с его противниками.
Сэйю: Саки Накадзима

### Друзья Сёбу
Рэкута Кадоко (яп. 角古 れく太 Кадоко Рэкута) — лучший друг Сёбу. Хотя Рэкута и эксперт в правилах турнира, сам он очень плохой воин и иногда проигрывает все бои в турнире. Его часто видят с ноутбуком, на котором он отслеживает важные поединки. Также его часто случайно отправляют в полёт, а в английской версии даже в космос, где Рэкута столкнулся с космической станцией.
Сэйю: Юка Имаи
Саюки Манака (яп. 中 紗雪 Манака Саюки) — появляется только в аниме и является ещё одним близким другом и одноклассницей Сёбу. Добрая милая девушка с тихим нравом, она заботится о Сёбу и всегда готова прийти ему на помощь или утешить. Кроме того, она всегда присутствует на поединках Сёбу, чтобы поддержать его.
Сэйю: Саэко Тиба
Мими Тасогарэ (яп. 黄昏 ミミ Тасогарэ Мими) — член отряда Сёбу. Сначала Мими показалась неумелой, но после заявила себя как хороший воин и стала второй из четырёх Стражей Храма. Именно ей удалось понять, что Хакуо не всегда был бессердечным. В основном Мими использует карты цивилизации природы и щит всех 5 цивилизаций.
Сэйю: Саки Накадзима
Дерек — Появляется только в некоторых выпусках манги. Друг Мими. Специалист приёмов ниндзя.
Джордж Камамото (яп. ジョージ 釜本 Дзё:дзи Камамото) — карлик в костюме медведя, 8-летний мальчик, которому не дашь больше года. Джордж передвигается в коляске с двигателем и пользуется цивилизацией воды. Несмотря на инфантильность Джордж умелый дуэлянт и в одной из серий побеждает Мими.
Сэйю: Тим Даймонд
Доктор Рут (яп. ルート Ру:то) — сумасшедший учёный и эксперт по дуэлям. Он напоминает человека-робота и его эксцентричные методы всегда содержат скрытую мораль, которая призвана помочь Сёбу и его друзьям.
Сэйю: Кана Танака
Рыцарь (яп. ナイト Найто) — таинственный и спокойный наставник Сёбу. Несмотря на это, в большинстве случаев он не может помочь своему ученику либо из-за упрямства Сёбу, либо по другим причинам. Рыцарь не появляется в манге, но его характер похож на NAC. Озвучка: Кацуюки Кониси (яп.), Росс Лоуренс (англ., 1-2 сезоны), Кирк Торнтон (англ., 3 сезон).
NAC (яп. ナック Накку) — NAC появляется только в манге. В аниме его характер перенимает Рыцарь.
Экстремал Бакетмэн — дуэлянт, постоянно носит на голове ведро. Никто не знает, мужчина это или женщина и Рекута считает, что Бакетмэна это раздражает.

### Храм
Мастер (яп. マスター Масута:) — о нём почти ничего не известно. В первом сезоне он появляется в длинном чёрном плаще со скрытым капюшоном лицом, так что видны только длинные светлые волосы. Мастер является учителем и тренером Хакуо. Рыцарь предполагает, что Мастер проявляет интерес к Хакуо только потому, что собирается использовать месть Хакуо в своих целях. Также Мастер негативно влияет на Хакуо и толкает последнего на бой с Сёбу. Мастер исчезает после поражения Хакуо в первом сезоне и в следующих сезонах не появляется.
Гоблин Фриц — один из работников Центра.
Сэйю: Ричард Стивен
Кинтаро Намба (яп. 難波 金太郎 Намба Кинтаро:) — карлик, бывший привратник Центра. Был уволен Хакуо после поражения того в поединке с Сёбу. Никто не знает, сколько ему лет, и он часто таскает с собой человека-кошелёк и счёты.
Сэйю: Тияко Сибахара
Белые Воины (яп. 白い騎士団) — элитная команда дуэлянтов, последователей Хакуо, самая сильная команда в мире. Самыми известными Белыми Воинами являютс
Сэйю: Коити Сакагути
Второй страж Храма: Мими Тасогарэ
Третий страж Храма: Гюдзиро Дзяпан (яп. 邪藩 牛次郎 Дзяпан Гю:дзиро:) — брат-близнец Мими. Его постоянные поражения в поединках с Сёбу и Хакуо заставляют его возненавидеть обоих. В третьем сезоне Гюдзиро утверждает, что хочет помириться с Сёбу и Хакуо, но быстро выясняется, что это не так.
Сэйю: Керриган Махан
Четвёртый страж Храма: Макото Айдзэн (яп. 愛善 真 Айдзэн Макото) — был побежден Кёсиро Кокудзё, прежде чем смог сражаться с Сёбу. Также он проиграл Хакуо в турнире.
Сэйю: Брайан Бикок

### P.L.O.O.P.
Орден князей, плетущих заговор с целью захватить Землю. Эта организация появлялась только во втором англоязычном сезоне. Самыми известными членами P.L.O.O.P. являются:
Князь Ирвинг Грозный
Князь Мелвин Завоеватель
Княжна Польяна Зеленых Крыш
Князь Уилбург Великий
Князь Маурис Безжалостный
Князь Герберт Беспощадный

### Черные воины
Группа дуэлянтов, являющаяся противоположностью Белых Воинов Хакуо. Участвовали в турнире с целью победить всех остальных игроков. После поражения большинство из них покинуло группу. Известными членами группы являются:
Робби Роттэн — лидер группы. Хотел стать Белым Воином в группе Хакуо, но ему отказали. Робби сформировал свой собственный отряд в надежде победить Хакуо, но проиграл Сёбу и не смог сразиться с Хакуо.
Акакан — один из членов отряда Робби Роттэна, Чёрный Воин.
Мульти-Кард Монти — один из членов отряда Робби Роттэна, Чёрный Воин. Был побежден Мими.
Исигуро — один из членов отряда Робби Роттэна, Чёрный Воин. Победил множество воинов Центра, но проиграл Мими.

### Другие противники
Фуа Ю (яп. 不亞 幽) — таинственная девушка, которая способна участвовать в поединке и одновременно читать книги. Она — друг детства Экстремала Бакетмэна. Хотя считается, что она причина всех нарушений в турнире, на самом деле Фуа Ю пешка своего старшего брата Закира. После того, как Фуа Ю покинула Центр, она и Экстремал Бакетмэн становятся союзниками Сёбу.
Сэйю: Мишель
Закира (яп. 不亞･ザキラ Фуа Дзакира) — настоящее имя Закира «Z» Джоуль (яп. ザキラ · ジョール) — главный противник положительных героев. Его целью является победа в турнире и получение титула «Мастера Дуэли» с последующим использованием титула к своей выгоде. Своих воинов он оценивает от «А» до «Z» и добавляет к своему имени приставку «Z». Для победы в турнире использует свою сестру, Фуа Ю.
Профессор Марч — противник Белых Воинов. Пригласил Сёбу и его друзей на турнир и похитил Сёбу, Мими и Джорджа. После заставляет их вызвать на дуэль своих соратников.
Последний Мастер Дарси (яп. 白凰) — когда-то был учеником профессора Марча.
Юра — начинает как подчинённый Профессора Марча, но после присоединяется к Сёбу в борьбе против Закиры.

### Второстепенные персонажи
Тору — 17-летний парень, проходил обучение в Центре. Он проиграл Сёбу и они стали друзьями. Использует цивилизации воды и природы.
Сэйю: Кэм
Джамира — также обучался в Центре. Рыжий мальчик, любит обманывать противника во время поединка. Но даже обманывая, он ни разу не выиграл поединка у Сёбу.
Такэси Сарояма — брат Литт.
Цуёси Сарояма — мальчик с беличьим лицом, старший брат Такэси Сароямы.
Красный Афро — лидер афро-группы.
Мастер Юки — лидер детской группы дуэлянтов.

## Цивилизации
Мир «Дуэль Мастеров» включает в себя пять цивилизаций. В каждой из них существа либо обладают уникальными качествами, либо делят несколько способностей между собой. Каждое из существ может развиваться, некоторые существа принадлежат нескольким цивилизациям.

### Цивилизация Огня
Находится в землях с вулканами. Призвание воинов цивилизации огня сражаться за честь и славу. Существа этой цивилизации включают в себя бронированных драконов и расу разумных роботов.
- Союзники: Тьма, Природа
- Враги: Свет, Вода

### Цивилизация Природы
Находится в густых джунглях и населена существами на основе растений и животных.
- Союзники: Огонь, Свет
- Враги: Тьма, Вода

### Цивилизация Света
Плывет в небе над цивилизацией природы. Существа этой цивилизации высоко развиты и имеют новейшие технологии.
- Союзники: Природа, Вода
- Враги: Тьма, Огонь

### Цивилизация Воды
Родом из затонувшего кибер-города. Массивные левиафаны патрулируют глубины. Солдаты воды всегда готовы к атаке.
- Союзники: Тьма, Свет
- Враги: Огонь, Природа

### Цивилизация Тьмы
Расползается на земле с отравленным пейзажем. Существа этой цивилизации наводят страх на противника и включают в себя червей, нежить и других существ.
- Союзники: Огонь, Вода
- Враги: Природа, Свет

### Официальные сайты
- Официальная страница аниме-сериала (яп.)
- Официальная страница аниме-сериала на Wizards of the Coast (англ.)

### В базе данных
- Аниме «Duel Masters» (англ.) в базе данных Internet Movie Database
- Аниме «Duel Masters» (англ.) в энциклопедии сайта Anime News Network
- Аниме «Duel Masters» (англ.) в базе данных AniDB
- Рецензия на сайте DVDTalk   (англ.)